# David Bentley Hart
David Bentley Hart (1965) è un teologo e saggista statunitense.

## Biografia
Hart ha conseguito il bachelor of arts all'Università del Maryland, il Master of Philosophy all'Università di Cambridge, il master of arts in filosofia all'Università della Virginia e ha completato i suoi studi conseguendo il Ph.D all'Università della Virginia. In seguito ha insegnato all'Università della Virginia, all'University of St. Thomas del Minnesota, alla Duke Divinity School e alla Loyola University Maryland ed è stato professore invitato al Providence College e al dipartimento di teologia della Saint Louis University. Nel 2015 è diventato Fellow all'Institute for Advanced Studies dell'Università di Notre Dame. Inizialmente di religione anglicana, Hart si è convertito alla confessione ortodossa studiando la patristica.
In aggiunta alla patristica, gli studi di Hart hanno riguardato la metafisica dell'anima, l'apocatastasi,  l'ontologia e la filosofia della mente. Oltre a numerosi articoli, Hart ha scritto undici libri, prevalentemente di argomento religioso; nel 2011, il suo libro Atheis Delusions ha vinto il Premio Michael Ramsey per la teologia. Hart è anche un commentatore culturale e ha scritto due raccolte di saggi di argomento non religioso e un libro di fiction; ha curato inoltre due traduzioni, una del Nuovo Testamento e l’altra di un libro del teologo polacco Erich Przywara.
Socialista cristiano e socialdemocratico, è un membro dei Democratic Socialists of America.

## Libri

### Saggi di argomento religioso
- The Beauty of the Infinite: The Aesthetics of Christian Truth. Grand Rapids, MI: Wm. B. Eerdmans: 2003
- The Doors of the Sea. Grand Rapids, MI: Wm. B. Eerdmans: 2005
- The Story of Christianity: An Illustrated History of 2000 Years of the Christian Faith. London: Quercus: 2007
- In the Aftermath: Provocations and Laments. Grand Rapids, MI: Wm. B. Eerdmans: 2008
- Atheist Delusions: The Christian Revolution and Its Fashionable Enemies. New Haven, CT: Yale University Press, 2009
- The Experience of God: Being, Consciousness, Bliss. New Haven, CT: Yale University Press: 2013
- The Hidden and the Manifest: Essays in Theology and Metaphysics. Grand Rapids: Eerdmans. 2017
- That All Shall Be Saved: Heaven, Hell, and Universal Salvation. New Haven, CT: Yale University Press: 2019

### Saggi di argomento non religioso
- A Splendid Wickedness and Other Essays. Grand Rapids: Eerdmans: 2016
- The Dream-Child's Progress and Other Essays. New York: Angelico Press. 2017

### Fiction
- The Devil and Pierre Gernet: Stories. Grand Rapids, MI: Wm. B. Eerdmans: 2012

### Traduzioni
- Erich Przywara, Analogia Entis: Metaphysics: Original Structure and Universal Rhythm, Grand Rapids, MI: Wm. B. Eerdmans: 2014 (in collaborazione con John R. Betz).
- The New Testament: A Translation, Yale University Press: 2017.